# 4J Studios
4J Studios Limited là một nhà phát triển trò chơi video của Anh có trụ sở tại Dundee, Scotland. Nó có một văn phòng thứ hai ở East Linton. Được thành lập vào tháng 4 năm 2005 bởi các cựu sinh viên của VIS Entertainment, Chris van der Kuyl, Paddy Burns và Frank Arnot, công ty nổi tiếng với việc chuyển Minecraft sang các hệ máy console và nền tảng cầm tay.

## Lịch sử
4J Studios được thành lập bởi Chris van der Kuyl, Paddy Burns và Frank Arnot vào ngày 19 tháng 4 năm 2005, mười hai ngày sau khi liên doanh trò chơi video trước đây của van der Kuyl, VIS Entertainment, tham gia quản trị. Trước đó cả ba đều được thuê bởi công ty, trong đó van der Kuyl là chủ tịch và giám đốc điều hành.
Vào ngày 13 tháng 11 năm 2012, đồng sáng lập và giám đốc studio Arnot tuyên bố rằng ông đã rời 4J Studios để thành lập Stormcloud Games, một nhà phát triển trò chơi video khác, cùng với các đồng nghiệp Andy West và Pat McGovern. Vào tháng 3 năm 2018, 4J Studios đã đầu tư một "khoản tiền sáu con số" vào Puny Astronaut, một nhà phát triển có trụ sở tại Dundee được thành lập bởi cựu sinh viên Đại học Abertay. Van der Kuyl và Burns của 4J Studios sau đó gia nhập hội đồng quản trị của công ty đó, trong đó van der Kuyl cũng trở thành chủ tịch 